# Magneux-Haute-Rive
Magneux-Haute-Rive är en kommun i departementet Loire i regionen Auvergne-Rhône-Alpes i centrala Frankrike. Kommunen ligger i kantonen Montbrison som tillhör arrondissementet Montbrison. År 2022 hade Magneux-Haute-Rive 560 invånare.

## Befolkningsutveckling
Antalet invånare i kommunen Magneux-Haute-Rive
| Referens: INSEE |